# Wendy Darling (Disney)
Wendy Darling est un personnage développé par les studios Disney sur la base du personnage éponyme du roman Peter Pan de J. M. Barrie pour le long métrage Peter Pan en 1953.

## Description
Wendy est la fille de George et Mary Darling, couple vivant dans le quartier de Bloomsbury à Londres. Wendy incarne l'autorité sur les aventures de Peter Pan, principal sujet de jeu de ses frères Jean et Michel.
Walt Disney a opté pour que Wendy soit en retrait par rapport à Peter Pan, qui devient l'unique vedette du film et non un duo de vedettes comme dans la pièce. Wendy ressemble à Cendrillon, mais en plus jeune et, selon Jerry Beck, c'est elle le personnage principal du film. Sa voix est celle de Kathryn Beaumont, qui avait déjà doublé Alice dans Alice au pays des merveilles (1951). Elle a été animée par Harvey Toombs sous la supervision de Milt Kahl. Grant rappelle qu'elle est assurément l'une des plus jeunes héroïnes de Disney, malgré les airs maternels qu'elle se donne. Son rôle est très important en matière de scénario, car elle est apparemment neutre, mais rappelle régulièrement au spectateur l'existence d'un monde réel par de petites touches comme l'heure de se coucher pour les Enfants perdus.
Dans le Disney Peter Pan (film, 1953) , Wendy a environ douze ans. Ses cheveux sont châtain clair et des anglaises sont retenues par un ruban bleu assorti à la couleur de ses yeux et de sa robe, elle apparaît dans La Fée Clochette beaucoup plus petite, environ cinq / six ans à la fin du film lorsque Clochette lui rend sa boite à musique, signe que Clochette a déjà vu Wendy avant les événements de Peter Pan. Elle apparaît aussi dans Peter Pan 2, cette fois avec les années qui se sont écoulées elle est devenue adulte, mariée et mère de deux enfants.

## Interprètes
- Voix originales : Kathryn Beaumont et Kath Soucie (Peter Pan 2 : Retour au Pays imaginaire)
- Voix allemande : Renate Kanthack
- Voix espagnole : Teresita Escobar
- Voix finnoise : Hanna Salakari
- Voix françaises :

(1er doublage) : Marie-Claire Marty (voix) et Mathé Altéry (chant)
(2d doublage) : Séverine Morisot (voix)  et Bénédicte Lécroart (chant), Barbara Delsol (Peter Pan 2 : Retour au Pays imaginaire)
- Voix italiennes : Loredana Randisi (1er doublage) et Giuppy Izzo (2d doublage)
- Voix néerlandaise : Laura Vlasblom
- Voix polonaise : Danuta Przesmycka
- Voix québécoise : Isabelle Leyrolles  (Peter Pan 2 : Retour au Pays imaginaire)

Ever Anderson l'interprète dans le film en prises de vues réelles Peter Pan et Wendy (Peter Pan & Wendy) de David Lowery prévu pour 2022.